# Усть-Изесский сельсовет
Усть-Изесский сельсовет — сельское поселение в Венгеровском районе Новосибирской области Российской Федерации.
Административный центр — село Усть-Изес.

## История
Статус и границы сельского поселения установлены Законом Новосибирской области от 2 июня 2004 года № 200-ОЗ «О статусе и границах муниципальных образований Новосибирской области»

## Население
| 2002 | 2010 | 2012 | 2013 | 2014 | 2015 | 2016 |
| ---- | ---- | ---- | ---- | ---- | ---- | ---- |
| 686  | ↘646 | ↗647 | ↘634 | ↘621 | ↗629 | ↘616 |
| 2017 | 2018 | 2019 | 2020 | 2021 |      |      |
| ↗619 | ↘588 | ↘579 | ↗585 | ↘577 |      |      |

## Состав сельского поселения
| № | Населённый пункт | Тип населённого пункта       | Население |
| - | ---------------- | ---------------------------- | --------- |
| 1 | Бурсянино        | деревня                      | ↘67       |
| 2 | Ольгино          | деревня                      | ↘48       |
| 3 | Усть-Изес        | село, административный центр | ↘531      |